# Markus Boniberger
Markus Boniberger (* 1985 in Pfaffenhofen, nach anderen Quellen in München bzw. Ingolstadt) ist ein deutscher Schauspieler.

## Leben
Markus Boniberger wuchs in Scheyern auf. Sein Schauspielstudium absolvierte er von 2005 bis 2009 an der Otto-Falckenberg-Schule in München. Bereits während seiner Ausbildung trat er an den Münchner Kammerspielen auf.
Nach Abschluss seines Schauspielstudiums erhielt er ein Festengagement am Theater Regensburg, wo er von 2009 bis 2011 Ensemblemitglied war. Er arbeitete dort unter anderem mit den Regisseuren Gunther Möllmann, Johannes Zametzer, Christian Himmelbauer und Michael Bleiziffer zusammen. Am Theater Regensburg trat er u. a. als Nick in Wer hat Angst vor Virginia Woolf? (2009–2010), als Medizinstudent Morten Schwarzkopf in Die Buddenbrooks (2010, von John von Düffel nach dem Roman von Thomas Mann) und als Gymnasiast und Landjunker von Erztum in Der blaue Engel (2010–2011, von Peter Turrini nach dem Roman Professor Unrat von Heinrich Mann) auf.
In dem Stück Der gute Tod des Holländers Wannie de Wijn verkörperte Boniberger in der Spielzeit 2010/11 den introvertierten, autistischen Bruder Rouven. In der Spielzeit 2010/11 trat er am Turmtheater Regensburg in der Komödie Männerhort des isländisch-deutschen Autors Kristof Magnusson auf. Im Juli 2011 gastierte er in dem Lese-Drama Adressat unbekannt über eine Männerfreundschaft zu Beginn des „Dritten Reichs“ nach dem Roman der US-Amerikanerin Kathrine Kressman-Taylor, in dem er den Juden Max Eisenstein verkörperte, beim „Schaulust-Festival“ in Regensberg.
Boniberger stand auch für einige Film- und TV-Produktionen vor der Kamera.
In Bernd Fischerauers TV-Doku Gewaltfrieden – Die Legende vom Dolchstoß und der Vertrag von Versailles (2010) verkörperte er den deutsch-amerikanischen Maler und Grafiker George Grosz.
Außerdem hatte er Episodenrollen in den TV-Serien Die Rosenheim-Cops (2012, als Tubist und Orchestermusiker, der ungewollt auf dem Bauernhof der Hofers einquartiert wird), Hubert und Staller (2014, als neuer Freund einer ermordeten jungen Frau) und Die Chefin (2017). In der 16. Staffel der ZDF-Serie SOKO Wismar (2018) spielte Boniberger eine der Episodenhauptrollen als Ehemann und Familienvater, dessen junge Frau erschlagen wurde.
Boniberger ist gelegentlich auch als Hörspielsprecher und Synchronsprecher tätig. Außerdem tritt er als Rezitator mit literarischen Lesungen auf. Boniberger lebt in München.

## Filmografie (Auswahl)
- 2010: Gewaltfrieden – Die Legende vom Dolchstoß und der Vertrag von Versailles (TV-Dokumentation)
- 2012: Die Rosenheim-Cops: Tod auf zwei Rädern (Fernsehserie, eine Folge)
- 2013: Goldschmidts Kinder – Überleben in Hitlers Schatten (TV-Dokumentation)
- 2014: Hubert und Staller: Mordskater (Fernsehserie, eine Folge)
- 2017: Die Chefin: Paarungszeit (Fernsehserie, eine Folge)
- 2018: SOKO Wismar: Selbstjustiz (Fernsehserie, eine Folge)
- 2019: Der Alte: Schuld und Sühne (Fernsehserie, eine Folge)

## Hörspiele (Auswahl)
- 2014: Robert Hültner: ARD Radio Tatort: Wallfahrt – Regie: Ulrich Lampen